# Kurt Schreckling
Kurt Schreckling (geb. 1939) ist ein deutscher Physiker und Techniker, der durch seine Pionierarbeit in der Amateurastronomie und im Modellflug bekannt wurde.

## Leben und Tätigkeit
Schreckling baute zusammen mit Jesús Artés Düsentriebwerke wie das TK-50 und das KJ-66 (das K steht für Kurt und das J für Jesús) aus einfachen Komponenten wie handgeschmiedeten Metall und Holz für den Kompressor. Die Triebwerke wurden zum Antrieb von ferngesteuerten Flugzeugen eingesetzt und brachten ihm mehrere Auszeichnungen ein. Sein 1992 erschienenes Buch "Gas Turbine for Model Aircraft" ist ein Klassiker für Modellbauer. 
Nach seiner Pensionierung beschäftigte sich Schreckling mit dem Bau leichter Teleskope und präziser optischer Messungen, die in deutschsprachigen Astronomievereinen großen Anklang fanden. In Internetforen gibt er sein Wissen gerne weiter. Beruflich war er als Messtechniker in einem deutschen DAX-Unternehmen tätigt und erhielt Patente für die Gasanalyse und den Nachweis von Quecksilber Abwässern. Der Asteroid (489603) Kurtschreckling wurde ihm zu Ehren benannt.

## Veröffentlichungen (Auswahl)
- Strahlturbine für Flugmodelle im Selbstbau. Verlag für Technik und Handwerk, Baden-Baden 1992, ISBN 978-3-88180-120-1.
- mit Keith Thomas: Gas turbines for model aircraft. Traplet Publications, 1994, ISBN 9780951058916.
- Das Turboproptriebwerk für Modelle im Selbstbau der Bauplan im Buchformat. Verlag für Technik und Handwerk, Baden-Baden 2000, ISBN 3881801278.
- Modellturbinen im Eigenbau technische Grundlagen und Baupraxis. Verlag für Technik und Handwerk, Baden-Baden 2001, ISBN 3881801316.